# Нобл (округ, Оклахома)
Шаблон:StateAbbr_ 36°23′ пн. ш. 97°14′ зх. д. / 36.39° пн. ш. 97.24° зх. д.
Округ  Нобл (англ. Noble County) — округ (графство) у штаті  Оклахома, США. Ідентифікатор округу 40103.

## Історія
Округ утворений 1893 року.

## Демографія
За даними перепису 
2000 року 
загальне населення округу становило 11411 осіб, зокрема міського населення було 5155, а сільського — 6256.
Серед мешканців округу чоловіків було 5630, а жінок — 5781. В окрузі було 4504 домогосподарства, 3213 родин, які мешкали в 5082 будинках.
Середній розмір родини становив 2,97.
Віковий розподіл населення поданий у таблиці:
| Стать    | До 15 років | 15-21 | 22-29 | 30-39 | 40-49 | 50-65 | 65-85 | Понад 85 |
| -------- | ----------- | ----- | ----- | ----- | ----- | ----- | ----- | -------- |
| Чоловіки | 1192        | 582   | 491   | 778   | 918   | 950   | 653   | 66       |
| Жінки    | 1188        | 489   | 509   | 777   | 834   | 966   | 854   | 164      |

## Суміжні округи
- Кей — північ
- Осадж — північний схід
- Поні — схід
- Пейн — південь
- Логан — південний захід
- Гарфілд — захід

## Виноски
1. ↑  U.S. Decennial Census. United States Census Bureau. Архів оригіналу за 26 квітня 2015. Процитовано 21 лютого 2015.
2. ↑  Historical Census Browser. University of Virginia Library. Архів оригіналу за 11 серпня 2012. Процитовано 21 лютого 2015.
3. ↑  Forstall, Richard L., ред. (27 березня 1995). Population of Counties by Decennial Census: 1900 to 1990. United States Census Bureau. Архів оригіналу за 19 лютого 2015. Процитовано 21 лютого 2015.
4. ↑  Census 2000 PHC-T-4. Ranking Tables for Counties: 1990 and 2000 (PDF). United States Census Bureau. 2 квітня 2001. Архів оригіналу (PDF) за 18 грудня 2014. Процитовано 21 лютого 2015.
5. ↑  State & County QuickFacts. United States Census Bureau. Архів оригіналу за 6 червня 2011. Процитовано 12 листопада 2013.(англ.) Наведено за англійською вікіпедією.
6. ↑  American FactFinder. Бюро перепису населення США. Архів оригіналу за 26 лютого 2012. Процитовано 31 січня 2008.

| США | Це незавершена стаття з географії США. Ви можете допомогти проєкту, виправивши або дописавши її. |